# Pihalni kvintet RTV Ljubljana
Pihalni kvintet RTV Ljubljana je bil klasični pihalni kvintet (v zasedbi: flavta, oboa, klarinet, rog, fagot), ki je deloval v 2. polovici 20. stoletja. Ustanovni člani leta 1958 so bili: Jože Pogačnik, Franjo Bregar (leta 1972 ga je zamenjal oboist Božo Rogelja), Alojz Zupan, Jože Falout in Jože Banič. Ansambel je gostoval v Sloveniji, po bivših republikah nekdanje Jugoslavije, v nekaterih evropskih državah, v Indiji in v ZDA. Leta 1976 je prejel nagrado Orfej, ki jo je podeljevala JRT (Jugoslovanska radiotelevizija), leta 1983 pa nagrado Prešernovega sklada.